# 미첼 무소
미첼 무소(Mitchel Musso, 1991년 6월 9일 ~ )는 미국의 가수, 배우이다.

## 출연 작품
- 한나 몬타나
- 몬스터 하우스 (2006)
- 타이코 (2005)
- 피니와 퍼브(2007) - 제레미 존슨
- 헤이드 세컨핸드 라이온스 (2003)